# Lakeland Highlands
Lakeland Highlands statisztikai település az USA Florida államában, Polk megyében. Lakosainak száma 12 187 fő (2020. április 1.).

## Népesség
A település népességének változása:
| Lakosok száma | 12 557 | 11 056 | 12 187 |
|               | 2000   | 2010   | 2020   |